# Netherton (Worcestershire)
Netherton – osada i civil parish w Anglii, w Worcestershire, w dystrykcie Wychavon. W 2001 roku civil parish liczyła 50 mieszkańców. Netherton jest wspomniana w Domesday Book (1086) jako Neotheretune.